# 5월 27일
5월 27일은 그레고리력으로 147번째(윤년일 경우 148번째) 날에 해당한다.

## 사건
- 1644년 - 명청 전쟁: 산해관 전투는 만리장성의 산해관에서 청나라 섭정왕 도르곤이 이끄는 팔기군-투항한 명나라 오삼계 연합군과 이자성의 농민군이 격돌한 전투이다.
- 1703년 - 러시아 제국 로마노프 왕조의 차르 표트르 1세가 상트페테르부르크를 세우다.
- 1829년 - 프로이센 왕국, 헤센 대공국, 바이에른 왕국, 뷔르템베르크 왕국 사이에 통상 조약을 체결하다. 훗날 독일 관세 동맹으로 발전한다.
- 1862년 - 남북 전쟁: 북군의 피츠 존 포터의 제5군단의 일부가 버지니아주 해노버군 코트하우스 근처에서 남군과 싸워 이기다(en).
- 1905년 - 러일 전쟁: 쓰시마 해전에서 러시아 제국이 패하다.
- 1930년 - 미국 뉴욕 맨해튼 동부에 42번가와 렉싱턴 거리의 교차점에 크라이슬러 빌딩이 완공되다.
- 1941년 - 제2차 세계 대전: 나치 독일의 전함 비스마르크가 연합군의 공격을 받아 북대서양에서 침몰하다.
- 1952년 - 유럽 연합의 유럽 방위 공동체(EDC) 창설 조약을 체결하다.
- 1960년 - 튀르키예의 대통령에 카말 귀르셀이 취임하다.
- 1973년 - 대한민국, 가정의례준칙(대통령령 제6680호)의 시행(6월 1일)을 앞두고 서울 시내 결혼식이 폭증하다.
- 1978년 - 대한민국, 재일한인 유학생 서준식이 유학생 형제 간첩단 사건으로 만기 출감 후 사회 안전법을 최초 적용받아 즉시 재수감되었다.
- 1980년 - 대한민국의 5·18 광주 민주화 운동을 전두환 군부정권이 완전히 진압하다.
- 2012년 - 유엔 안전 보장 이사회가 시리아 서부 홈스의 훌라에서 최소 116명이 사망한 훌라 학살을 강력하게 규탄하다.
- 2018년 - 남북 관계: 제4차 남북정상회담이 비공식적으로 개최되었다.
- 2025년 - 쥬니어네이버가 26년만에 서비스를 종료하면서 대한민국의 모든 어린이 포털 사이트가 역사 속으로 사라지게 되었다.

## 문화
- 1910년 - 이탈리아의 국제공항인 밀라노 말펜사 공항이 개항하다.
- 1958년 - 미국 맥도널 더글러스사의 F-4 팬텀 전투폭격기가 첫 비행을 했다.
- 1986년 - 비디오 게임 역사상 최초의 컴퓨터 롤플레잉 게임 드래곤 퀘스트가 출시되다.
- 2008년 - 대한민국 대구광역시 달성군에서 청동기 시대의 온전한 형태의 인골이 발굴되었다.
- 2009년 -
  - 소유즈TMA-15 우주선이 카자흐스탄 바이코누르 우주 기지에서 발사되다.
  - 스페인 FC 바르셀로나가 잉글랜드 맨체스터 유나이티드 FC를 꺾고 UEFA 챔피언스리그에서 우승하였다.
- 2011년 - 1866년 병인양요 때 프랑스군에 약탈되었던 297책의 외규장각 의궤가 대한민국에 모두 반환되었다.
- 2012년 - 오스트리아의 영화감독 미카엘 하네케가 칸 영화제에서 황금종려상을 수상하다.
- 2018년 - KBS 클래식FM의 흥겨운 한마당이 33년 만에 폐지되었다.

## 탄생
- 742년 - 중국 당나라의 제9대 황제 당 덕종. (~805년)
- 1332년 - 중세 이슬람 역사가, 정치인 이븐 할둔. (~1406년)
- 1837년 - 미국 서부 개척 시대의 총잡이, 북군 소속 군인 와일드 빌 히콕. (~1876년)
- 1871년 - 프랑스의 화가, 판화가 조르주 루오. (∼1958년)
- 1878년 - 미국의 무용가 이사도라 덩컨. (~1927년)
- 1879년 - 독일의 정치인 한스 라머스. (~1962년)
- 1894년 - 프랑스의 소설가·의사 루이페르디낭 셀린. (~1961년)
- 1904년 - 오스트리아의 귀족 에른스트 폰 호헨베르크 후작. (~1954년)
- 1907년 - 미국의 문학가 레이첼 카슨. (~1964년)
- 1908년 - 독일의 군인 프리츠 비트. (~1944년)
- 1909년
  - 일제 강점기와 대한민국의 법조인 손동욱. (~1976년)
  - 베네수엘라의 슈퍼센티네리언 후안 빈센테 페레스. (~2024년)
- 1915년 - 미국의 소설가 허먼 워크. (~2019년)
- 1918년 - 일본의 총리 나카소네 야스히로. (~2019년)
- 1921년 - 대한민국의 화가 이대원. (~2005년)
- 1922년 - 영국의 배우 크리스토퍼 리. (~2015년)
- 1923년 - 독일 태생 미국의 외교관, 정치인 헨리 키신저. (~2023년)
- 1930년 - 미국의 소설가 존 시몬스 바스. (~2024년)
- 1935년 - 대한민국의 배우 조학자. (~2024년)
- 1936년 - 미국의 배우 루이스 고셋 주니어. (~2024년)
- 1947년
  - 대한민국의 소설가 곽의진. (~2014년)
  - 일본의 배우 사츠마 켄파치로. (~2023년)
  - 슬로베니아의 전 축구 선수, 현 축구 감독 브란코 오블라크.
- 1949년 - 영국의 정치인 제러미 코빈.
- 1954년 - 대한민국의 성우 유지영.
- 1956년
  - 대한민국의 언론인 김상수.
  - 이탈리아의 영화 감독, 각본가 주세페 토르나토레.
- 1957년 - 미국의 프로레슬링 선수 에릭 비쇼프.
- 1959년
  - 대한민국의 배우 한영수.
  - 대한민국의 전 야구 선수 이경수.
- 1960년
  - 대한민국의 대중 음악가 정원영.
  - 소련의 수영 선수 알렉산드르 시도렌코. (~2022년).
- 1961년 - 대한민국의 정치인 박희영.
- 1963년 - 대한민국의 정치인 강득구.
- 1967년
  - 대한민국의 가수, 배우 신성우.
  - 잉글랜드의 축구 선수 폴 개스코인.
- 1968년 - 일본의 만화가 아즈마 기요히코.
- 1970년
  - 영국의 배우 조지프 파인스.
  - 영국의 정치인 팀 패런.
  - 미국의 법조 출신 정치인 멜리사 호트먼. (~2025년)
- 1971년
  - 영국의 배우 폴 베터니.
  - 미국의 래퍼, 싱어송라이터 레프트 아이.
- 1972년 - 대한민국의 전 야구 선수 김민국.
- 1973년
  - 브라질의 축구 선수 다니엘 다 시우바.
  - 대한민국의 야구 선수 최승우.
- 1975년
  - 대한민국의 아나운서 이광용.
  - 미국의 랩 가수, 배우 안드레 3000.
  - 영국의 요리사 제이미 올리버.
- 1976년 - 대한민국의 야구 선수 박정진.
- 1977년
  - 일본의 전 축구 선수 야나기사와 아쓰시.
  - 미국의 정치인 데이비드 톨랜드
- 1979년
  - 대한민국의 아나운서 박명원.
  - 대한민국의 야구 선수 김정현.
- 1980년 - 대한민국의 레슬링코치 노재현.
- 1981년 - 미국의 래퍼 매니악.
- 1982년 - 캐나다의 프로레슬링 선수 나탈리아 나이드하트.
- 1983년
  - 대한민국의 배우 황미영.
  - 리비아의 지도자 카미스 카다피.
- 1984년
  - 대한민국의 쇼핑호스트 박수연.
  - 미국의 배우 대린 브룩스.
- 1985년
  - 대한민국의 기업인, 훈련사 강형욱.
  - 대한민국의 배우 이기혁.
- 1986년
  - 대한민국의 배우 임이지.
  - 덴마크의 축구 선수 라세 쇠네.
  - 대한민국의 배우 이유진.
- 1987년 - 체코의 스피드 스케이팅 선수 마르티나 사블리코바.
- 1988년
  - 아이슬란드의 축구 선수 비르키르 비아르드나손.
  - 대한민국의 가수 제이민.
  - 가나의 축구 선수 데니스 오도이.
- 1989년 - 대한민국의 배우 손세빈.
- 1990년
  - 대한민국의 전 스타크래프트 프로게이머 손석희.
  - 대한민국의 축구 선수 이희성.
- 1991년 - 대한민국의 뮤지컬 배우 정휘.
- 1992년 - 콜롬비아의 축구 선수 헤이손 무리요.
- 1993년
  - 대한민국의 래퍼 케리건 메이.
  - 대한민국의 희극인 오지환.
- 1994년
  - 대한민국의 전 배우 한지선.
  - 대한민국의 배드민턴 선수 박소영.
  - 프랑스의 축구 선수 에므리크 라포르트.
  - 포르투갈의 축구 선수 주앙 칸셀루.
- 1995년 - 대한민국의 배구 선수 이아청.
- 1996년 - 대한민국의 가수 김재환 (워너원).
- 1997년
  - 대한민국의 배우 김비주.
  - 대한민국의 리그 오브 레전드 프로게이머 시크릿.
  - 대한민국의 가수 다원 (우주소녀).
- 1998년 - 대한민국의 가수 은서 (우주소녀).
- 1999년
  - 대한민국의 아나운서 정재희.
  - 대한민국의 암벽등반 선수 신은철.
  - 미국 출신 프랑스의 모델, 배우 릴리로즈 뎁.
- 2001년
  - 대한민국의 배우 나소예.
  - 미국의 배우 이저벨라 비도빅.
- 2004년 - 대한민국의 피겨 스케이팅 선수 유영.
- 2007년 - 대한민국의 바둑 기사 김은지.

## 사망
- 987년 - 카롤링거 왕조의 마지막 프랑스 왕 루도비쿠스 5세 이네르스. (967년~)
- 1564년 - 프랑스의 신학자 장 칼뱅. (1509년~)
- 1840년 - 이탈리아의 작곡가, 바이올리니스트 니콜로 파가니니. (1782년~)
- 1904년 - 세르비아의 체트니크 사령관 안젤코 알렉시치. (1876년~)
- 1910년 - 독일의 의사, 미생물학자 로베르트 코흐. (1843년~)
- 1921년 - 대한민국의 독립운동가 박재혁. (1895년~)
- 1942년 - 중국 공산당의 중앙위원회의장, 정치인 천두슈. (1879년~)
- 1944년 - 대한민국의 독립운동가 박차정. (1910년~)
- 1964년 - 인도의 독립운동가, 정치인 자와할랄 네루. (1889년~)
- 1992년 - 일본 최초의 여성 프로 만화가, 사자에상의 작가 하세가와 마치코. (1920년~)
- 2000년 - 영국의 외교관 맥리호스오브비오크 머레이 맥리호스 (1917년~)
- 2007년 - 일본의 가수 사카이 이즈미. (1967년~)
- 2011년 - 대한민국의 가수 채동하. (1981년~)
- 2017년
  - 대한민국의 정치인 현홍주. (1940년~)
  - 미국의 가수, 음악가 그렉 올먼. (1947년~)
- 2018년
  - 대한민국의 기업인 하동환. (1930년~)
  - 미국의 소설가 가드너 도즈와. (1947년~)
- 2020년 - 대한민국의 관료, 정치인 김봉환. (1921년~)
- 2021년 - 덴마크의 정치인 포울 슐뤼테르. (1929년~)
- 2022년
  - 대한민국의 희극인, 뮤지컬 배우 임준혁. (1980년~)
  - 이탈리아의 추기경 안젤로 소다노. (1927년~)
- 2024년
  - 미국의 농구 선수 빌 월튼. (1952년~)
  - 미국의 영화배우 엘리자베스 맥래. (1936년~)
- 2025년
  - 필리핀의 싱어송라이터 프레디 아길라. (1953년~)
  - 대한민국의 정치인 이강희. (1942년~)
  - 대한민국의 공무원 정순갑. (1954년~)
  - 대한민국의 배우 최정우. (1957년~)

## 기념일
- 부처님 오신 날 - 2023년, 2099년
- 우주항공의 날: 대한민국
- 어머니날 또는 디아 드 라 마드레(Día de la Madre): 볼리비아
- 노예제도 폐지의 날: 과들루프, 생바르텔레미, 세인트 마틴
- 국군의 날: 니카라과
- 어린이날: 나이지리아
- 해군의 날(海軍記念日,Kaigun Kinen'bi): 일본

## 같이 보기
- 전날: 5월 26일 다음날: 5월 28일 - 전달: 4월 27일 다음달: 6월 27일
- 음력: 5월 27일
- 모두 보기